# Mikołaj Kretkowski
Mikołaj Kretkowski herbu Dołęga (zm. 1519/1520) – kasztelan rypiński, kasztelan brzeskokujawski, wojewoda brzeskokujawski i wojewoda inowrocławski. 
Wojewodzic inowrocławski, kasztelanic kruszwicki i starościc małogoski. 

## Rodzina
Syn Andrzeja i Katarzyny Odrowążówny, córki Dobiesława, kasztelana przemyskiego. Katarzyna Odrowąż była wdową po zmarłym w 1498 roku Janie Kościeleckim, kasztelanie kruszwickim, dobrzyńskim i wojewodzie inowrocławskim. Żonaty ze starościanką generalną Wielkopolski Anną z Pampowskich, córką Ambrożego Pampowskiego. Ojciec Lasoty (zwanego Sylwestrem) kasztelana bydgoskiego i kruszwickiego, Erazma (zm. 1558) kasztelana gnieźnieńskiego, Grzegorza (zm. 1590), kasztelana brzeskokujawskiego, kasztelana kruszwickiego i wojewody brzeskokujawskiego, Andrzeja, Mikołaja i Barbary, hrabiny Januszowej Latalskiej.
Druga żona Anna Lubrańska herbu Godziemba nie pozostawiła potomstwa.

## Pełnione urzędy
Mikołaj Kretkowski początkowo był dworzaninem. Urząd kasztelana rypińskiego sprawował od 1496. Od 1501 piastował urząd kasztelana brzeskokujawskiego i wojewody inowrocławskiego. W 1512 otrzymał nominację na wojewodę brzeskokujawskiego. 
Był świadkiem wydania przywileju piotrkowskiego w 1496 roku. Był sygnatariuszem unii piotrkowsko-mielnickiej 1501 roku. Podpisał konstytucję Nihil novi na sejmie w Radomiu w 1505 roku. Podpisał dyplom elekcji Zygmunta I Starego na króla Polski i wielkiego księcia litewskiego na sejmie w Piotrkowie 8 grudnia 1506 roku.